# Tuffi ai campionati mondiali di nuoto 2017 - Grandi altezze maschile
La gara dei tuffi dalle grandi altezze maschile dei campionati mondiali di nuoto 2017 è stata disputata il 28 e il 30 luglio nei pressi di Batthyány tér, a Budapest. Alla gara hanno preso parte 22 atleti provenienti da 14 nazioni.
La competizione è stata vinta dal tuffatore statunitense Steve Lo Bue, mentre l'argento e il bronzo sono andati rispettivamente al ceco Michal Navrátil e all'italiano Alessandro De Rose.

## Programma
| Data           | Ora (UTC+2) | Turno     |
| -------------- | ----------- | --------- |
| 28 luglio 2017 | 14:00       | Round 1-2 |
| 30 luglio 2017 | 12:00       | Round 3-4 |

## Risultati
| Pos. | Atleta             | Nazione       | Tot.   | Round 1 | Round 2 | Round 3 | Round 4         |
| ---- | ------------------ | ------------- | ------ | ------- | ------- | ------- | --------------- |
| 1    | Steven LoBue       | Stati Uniti   | 397,15 | 70,00   | 114,75  | 99,00   | 113,40          |
| 2    | Michal Navrátil    | Rep. Ceca     | 390,90 | 71,40   | 119,85  | 90,00   | 109,65          |
| 3    | Alessandro De Rose | Italia        | 379,65 | 68,60   | 101,05  | 97,20   | 112,80          |
| 4    | Andy Jones         | Stati Uniti   | 368,05 | 70,00   | 96,60   | 91,80   | 109,65          |
| 5    | Gary Hunt          | Gran Bretagna | 356,40 | 72,80   | 132,60  | 81,00   | 70,00           |
| 6    | Orlando Duque      | Colombia      | 355,10 | 68,60   | 110,40  | 86,40   | 89,70           |
| 7    | Miguel García      | Colombia      | 344,80 | 71,40   | 118,80  | 81,00   | 73,60           |
| 8    | Jonathan Paredes   | Messico       | 343,25 | 72,80   | 102,50  | 81,00   | 86,95           |
| 9    | Blake Aldridge     | Gran Bretagna | 342,25 | 67,20   | 110,40  | 91,80   | 72,85           |
| 10   | David Colturi      | Stati Uniti   | 340,00 | 74,20   | 108,10  | 86,40   | 71,30           |
| 11   | Oleksiy Pryhorov   | Ucraina       | 330,30 | 65,80   | 82,80   | 82,80   | 98,90           |
| 12   | Sergio Guzmán      | Messico       | 329,00 | 67,20   | 92,45   | 81,60   | 87,75           |
| 13   | Nikita Fedotov     | Russia        | 231,25 | 71,40   | 75,25   | 84,60   | Non qualificati |
| 14   | Viktar Maslouski   | Bielorussia   | 229,80 | 71,40   | 77,40   | 81,00   | Non qualificati |
| 15   | Artem Silchenko    | Russia        | 229,30 | 65,80   | 89,70   | 73,80   | Non qualificati |
| 16   | Kris Kolanus       | Polonia       | 221,45 | 75,60   | 54,05   | 91,80   | Non qualificati |
| 17   | Alain Kohl         | Lussemburgo   | 207,30 | 67,20   | 64,50   | 75,60   | Non qualificati |
| 18   | Todor Spasov       | Bulgaria      | 204,90 | 63,45   | 83,85   | 57,60   | Non qualificati |
| 19   | Igor Semashko      | Russia        | 204,15 | 56,70   | 55,65   | 91,80   | Non qualificati |
| 20   | Murilo Galves      | Brasile       | 194,95 | 67,20   | 47,15   | 80,60   | Non qualificati |
| 21   | Cyrille Oumedjkane | Francia       | 194,85 | 63,00   | 55,35   | 76,50   | Non qualificati |
| 22   | Owen Weymouth      | Gran Bretagna | 189,65 | 51,80   | 67,65   | 70,20   | Non qualificati |